# Адальберт Пражский
Адальберт Пражский (лат.  Adalbertus Pragensis, он же Войтех (Войцех; чеш. Vojtěch, пол. Wojciech); около 956, Либице-над-Цидлиноу, Княжество Чехия — 23 апреля 997, Калининградский залив) — епископ Праги в 982—989 и 992—994 годах, христианский святой. Особо почитаем в Богемии, Польше и Венгрии. Ему приписывается авторство старейших известных чешских и польских духовных песен — «Господи, помилуй ны!» и «Богородицы» (Bogurodzica). Канонизирован в 999 году.

## Биография

### Юность
По происхождению Войтех принадлежал к могущественному чешскому княжескому роду Славниковичей. Его отец, князь Славник, был независимым правителем Зличанского княжества, богатым и, по утверждению хрониста Козьмы Пражского, счастливым человеком. У Войтеха было шесть братьев, один из которых, Радим (он же Гауденций), тоже стал известным религиозным деятелем и первым епископом Польши. Семья Войтеха жила в городе Либице над Цидлиною. Славниковичи были конкурентами Пржемысловичам в Богемии, и феодальная усобица между двумя княжескими домами обострилась как раз при жизни Войтеха.
В 970—973 годах Войтех поехал учиться в Магдебург. Его духовным наставником был Адальберт Магдебургский, который и дал ему при миропомазании имя своего небесного покровителя. Получив прекрасное образование в соборной школе Магдебурга и в школе монастыря св. Морица у знаменитого Оттериха, Адальберт-Войтех вскоре стал известен во всей Европе.

### Религиозная деятельность
В 981 году после смерти обоих наставников Адальберт вернулся в Прагу. В 982 году, после смерти Титмара, против желания он был избран пражским епископом и в 983 году посвящён в сан. Жил добровольно в бедности, отличался благотворительностью, ревностным служением церкви и необычайной строгостью. Однако уже в 989 году он сам сложил с себя сан епископа, после чего поселился отшельником в бенедиктинском монастыре св. Алексия в Риме.
В 992 году, вопреки желанию пражского князя Болеслава II, Адальберт вернулся в Прагу с благословения Рима в качестве епископа. Через год основал в пражском предместье Бржевнов первый в Чехии мужской монастырь, деревню Пршеров-над-Лабем. Заслугой Адальберта считается создание в Чехии монашеских орденов, которые закладывали первые монастыри по всему королевству.
Адальберт также активно боролся с языческими верованиями, которые все ещё были сильны в Чехии. Эта деятельность отнимала у него много сил, а осознание своей высокой ответственности за поведение чешского народа делало епископство тяжелым долгом. Примерно через год, встретившись со Страхквасом — родным братом князя Болеслава, избравшим духовную стезю и имевшим довольно высокий церковный сан, Адальберт предлагал ему свой епископский посох. Он объяснял, что не чувствует себя способным отвратить народ от идолопоклонства, полигамии, кровосмесительных союзов. По его мнению, человеку из рода Пржемысловичей управление своевольной паствой удалось бы значительно лучше.
Страхквас отверг предложение Адальберта, на что тот ответил, что в будущем Страхквасу все же придётся принять этот сан, но при значительно худших условиях.
В 994 году феодальная усобица Славниковичей и Пржемысловичей приняла столь острые формы, что по приказанию Болеслава II было совершено нападение на Либице, защитники которой не смогли противостоять штурму. Четверо братьев Адальберта-Войтеха были убиты комитами из рода Вршовцев, который был предан Адальбертом проклятию за содеянное. Зличанское княжество было присоединено к владениям Пржемысловичей.
После трагедии Адальберт уже не мог оставаться в Праге и вторично удалился в Рим, где сблизился с Оттоном III. В 996 году майнцский архиепископ Виллигиз потребовал, чтобы Адальберт вернулся к чехам. Папа Иоанн XV поддержал эту мысль, но разрешил Адальберту в случае непокорности чехов уехать к язычникам. Поскольку чехи отказались принять его, Адальберт навсегда покинул свою родину. Его преемником, как он и предсказывал, был назначен Страхквас. Однако последнему не удалось вступить в епископские полномочия, так как непосредственно во время посвящения в сан его постигла внезапная смерть.

### Миссия и гибель в Пруссии
После краткой миссии в Венгрии Адальберт поселился в Польше, любезно принятый великим князем Болеславом Храбрым, и весною 997 года отправился со своим братом Гауденцием (Радимом) и другом Бенедиктом проповедовать христианство среди пруссов.
23 апреля 997 года он встретил свою смерть от рук прусских язычников неподалёку от нынешнего Калининграда. Вскоре после гибели епископа его останки были выкуплены Болеславом Храбрым, причем вес выплаченного золота равнялся весу мощей великомученика, и положены в соборе в Гнезно. Уже спустя два года после своей смерти Войтех был канонизирован папой Сильвестром II. Канонизация была приурочена к основанию в Гнезно первого польского архиепископства.
По одной версии мощи св. Войтеха остались в соборе в Гнезно, по другой — они были в 1039 году, во время военного похода в Польшу чешского князя Бржетислава I, торжественно перенесены в Прагу и уложены в ротонде св. Вита в Пражском граде. Позже были перенесены князем Спытигневом II в построенную на этом месте базилику, освящённую именем святых Вита, Вацлава и Войтеха. И, наконец, мощи были уложены в кафедральном соборе в Пражском граде.

## Память о св. Адальберте
В 1997 году в тысячелетнюю годовщину мученичества св. Адальберта прошли юбилейные торжества в Чехии, Польше, России и других странах. К этой годовщине был приурочен визит папы Иоанна Павла II в Чешскую республику. В Калининградской области на предположительном месте мученичества св. Адальберта в 10 километрах от Балтийска был установлен крест.
Память св. Адальберта в Католической и Православной церкви — 23 апреля.
Самые известные биографы св. Адальберта, написавшие первые версии его жития:
- Иоанн Канапариус (999);
- Бруно Кверфуртский в (1001—1004).